# Rosa Katō
Rosa Katō (加藤 ローサ?, Katō Rōsa; Kagoshima, 22 giugno 1985) è un'attrice giapponese.

## Biografia

### Primi anni
Rosa è cresciuta a Napoli da padre italiano e madre giapponese. All'età di 5 anni, si trasferì a Kagoshima, ove compì i suoi studi. Nonostante non sia in grado di parlare perfettamente l'italiano, secondo la sua stessa ammissione, è diventata conduttrice del programma televisivo NHK Italian Conversation.

### Carriera
Nel 2005, apparve in diverse pubblicità televisive: per un gelato Glico, per Maxfactor, per il Nintendo DS e per la Toyota.
La pubblicità che le diede maggiore fama fu invece quella per la rivista Zekushi (Zexy).
Nello stesso anno, iniziò ad apparire in vari dorama giapponesi, pur con ruoli secondari. L'anno successivo, ottenne il Best Newcomer Award per la sua performance nel dorama Dance Drill.
Nel 2007, aveva raggiunto un grado di popolarità tale da ottenere una serie televisiva interamente incentrata su di lei, Jotei, assieme ad un altro attore molto popolare in Giappone, Shōta Matsuda. Il dorama non ebbe molto successo a Tokyo, ma solo nella regione del Kansai.
Rosa Katō è inoltre apparsa in numerosi film di successo, tra cui: Tokyo Tower (film 2005), イツカ波ノ彼方ニ,a fianco di Jun Matsumoto; TAKI183, シムソンズ e Catch A Wave.

### Vita privata
Rosa Katō è sposata dal 2011 con il calciatore giapponese Daisuke Matsui, con il quale ha avuto anche un figlio.

## Filmografia

### Cinema
- Tokyo Tower, regia di Takashi Minamoto (2005)
- Itsuka nami no kanata ni, regia di Masato Tanno (2005)
- Vanpaia densetsu satsujin jiken
- Simsons, regia di Toshiya Ôno (2006)
- Catch a Wave, regia di Nobuyuki Takahashi (2006)
- Yoki na gyangu ga chikyu o mawasu, regia di Tetsu Maeda (2006)
- Ichiban kirei na mizu, regia di Hiroshi Usui (2006)
- Yoru no pikunikku, regia di Masahiko Nagasawa (2006)
- Anfea: The Movie, regia di Yoshinori Kobayashi (2007)
- Sumairu seiya no kiseki, regia di Takanori Jinnai (2007)
- Detoroito Metaru Shiti, regia di Toshio Lee (2008)
- Tengoku wa mada tôku, regia di Masahiko Nagasawa (2008)
- Gâru, regia di Yoshihiro Fukagawa (2012)
- Nagi's Island, regia di Masahiko Nagasawa (2022)
- Konnichiha, kâsan, regia di Yōji Yamada (2023)

### Dorama
- Tameiki no riyuu - serie TV (2005)
- Yukuna! Ryûma - serie TV (2005)
- Vanpaia densetsu satsujin jiken, regia di Kenji Ikeda - film TV (2005)
- Dance Drill (Dan Dori) - serie TV (2006)
- Yakusha damashii! - serie TV, 11 episodi (2006)
- Tsubasa no oreta tenshitachi - serie TV, episodio 2x03 (2007)
- Tokkyu Tanaka 3 Go - serie TV (2007)
- Jotei - serie TV (2007)
- Oh! My Girl! - serie TV (2008)
- Change - serie TV, 10 episodi (2008)
- Honto ni atta kowai hanashi: Natsu no tokubetsu hen 2008, regia di Ryûta Miyake - film TV (2008)
- Watashi ga shindemo sekai wa ugoku - serie TV (2008)
- Ô! Mai gâru!! - serie TV, 9 episodi (2008)
- Ketsuekigata betsu onna ga kekkon suru hôhô - serie TV, episodio 1x01 (2009)
- Door to Door, regia di Ken Yoshida - film TV (2009)
- Samayoi zakura, regia di Takafumi Hatano - film TV (2009)
- Koishite akuma: Vampire Boy (Koishite akuma: Vanpaia bôi) - serie TV, 10 episodi (2009)
- Shisutâ - serie TV (2009)
- Pâfekuto burû, regia di Ten Shimoyama - film TV (2010)
- Bungo: Nihon bungaku shinema - serie TV (2010)
- Puro gorufâ Hana - serie TV, 13 episodi (2010)
- Fuyu no sakura - serie TV, 9 episodi (2011)
- Jigoku no Girlfriend - serie TV, 10 episodi (2020)
- Land of Beauty - serie TV (2021)
- Atom's Last Shot - serie TV (2022)